# Džajta
Džajta (Jeita, مغارة جعيتا; anglicky Jeita Grotto) je jeskynní komplex v Libanonu, ležící 18 km severně od Bejrútu a 5 km od mořského pobřeží. Skládá se ze dvou propojených vápencových jeskyní o celkové délce přes devět kilometrů a maximální výšce 108 metrů. Jeskyně objevil v roce 1836 americký protestantský misionář William Thomson. Veřejnosti byly zpřístupněny roku 1958, turisté projíždějí na loďkách po podzemní řece Nahr el-Kalb. Prostor má unikátní akustiku, v roce 1969 zde koncertoval Karlheinz Stockhausen. Jeskyně byly mezi 28 uchazeči o zařazení na seznam Nových sedm divů přírody. V jeskyních se nachází údajně největší stalaktit na světě, měřící osm metrů.
V důsledku nestabilní politické situace v zemi byly jeskyně pro veřejnost uzavřeny. Po částečné konsolidaci ústřední vlády počátkem roku 2025 a po obecních volbách z května 2025 byla podepsána dohoda mezi ministryní turistiky a starostou Džajty, dle které byl 15. července 2025 jeskynní komplex znovu otevřen.